# Asemolea purpuricollis
Asemolea purpuricollis là một loài bọ cánh cứng trong họ Cerambycidae.